# Barbara Ruick
Barbara Joan Ruick (Pasadena (Californië), 23 december 1930 – Reno (Nevada), 3 maart 1974) was een Amerikaanse actrice en zangeres.

## Levensloop
Ruick werd geboren in Pasadena, Californië. Haar ouders waren acteurs Lurene Tuttle en Melville Ruick. Ze groeide op met het uitvoeren van scènes met poppen en met haar moeder als publiek. Ze studeerde aan de North Hollywood High School in Los Angeles. Op de middelbare school deed ze weinig met acteren, maar op veertienjarige leeftijd trad zij toe tot een schoolband, waar ze zong bij dansavonden en liefdadigheidsevenementen.
Voordat ze een contract tekende met MGM-studio's, boekte ze succes in het radiomedium. Zo nam ze deel aan de originele versie van de radioserie Dragnet. Daarnaast nam ze verschillende nummers op voor MGM Records. In de jaren vijftig speelde ze als Kay, op de eerste langspeelplaat opgenomen met nummers van George Gershwin en Ira Gershwin's musical Oh, Kay!. Het was een studio-opname uitgebracht door Columbia Records. Op zoek naar acteerwerk werd ze gedwongen naar New York te reizen, waar ze niet zo nauw verwant was aan haar moeder, een prestigieuze actrice.
Ze kreeg een baan bij de Hollywood Screen Test, een televisieprogramma voor het zoeken naar talent dat tussen 1948 en 1953 op ABC werd uitgezonden. Ruick verscheen in het Kraft Television Theatre, evenals in verschillende televisieseries en in The College Bowl (1950), een productie die werd gepresenteerd door Chico Marx. Ook nam ze vijftien weken deel aan de Jerry Colonna Show en in 1955 verscheen Ze regelmatig in The Johnny Carson Show. Ze maakte gastoptredens in The Millionaire (1957), Public Defender (1954), Brothers Brannigan (1960), The 20th Century Fox Hour (1956) en Climax! (1955).
Voor de bioscoop speelde Ruick kleine rollen in zijn eerste vier films, waaronder The Band Wagon (1953), later bijrollen. Een van haar meest memorabele uitvoeringen is de rol van Carrie Pipperidge in de gefilmde versie van de Richard Rodgers en Oscar Hammerstein II muzikale film Carousel (1956), met de nadruk op haar uitvoering van "When I Marry Mr. Snow" en de rol van Esmeralda in de televisie-uitzending versie van Cinderella (1965).
Ruick trouwde met acteur Robert Horton in Las Vegas, Nevada in 1953. Het paar scheidde in 1956. Ze trouwde vervolgens hetzelfde jaar met filmcomponist John Williams en bleef samen tot haar dood. Na dit huwelijk trad Ruick nog weinig op in de bioscoop. Ze kregen drie kinderen: Jennifer (1956), Mark (1958) en Joseph Williams (1960).
Barbara Ruick stierf in 1974 in Reno, Nevada aan een hersenbloeding tijdens de voorbereiding van haar laatste optreden, een cameo in de Robert Altman-productie van California Split, een film die aan haar was opgedragen. Zij is begraven op de Forest Lawn Memorial Park begraafplaats in Glendale, Californië.

## Filmografie
- Invitation als Sarah (1952)
- Scaramouche als Amoureause (1952)
- You for Me als Ann Elcott (1952)
- Fearless Fagan als tweede verpleegster (1952)
- Apache War Smoke als Nancy Dekker (1952)
- Above and Beyond als Mary Malone (1952)
- Confidentially Connie als Barbara (1953)
- I Love Melvin als studiogids (1953)
- The Band Wagon als passagier in de trein (1953)
- The Affairs of Dobie Gillis als Lorna Ellingboe (1953)
- Carousel als Carrie Pipperidge (1956)
- California Split als barmeid in Reno (1974) (laatste filmrol en postume release)

## Discografie

### Albums
- Rodgers & Hammerstein's Carousel - Barbara Ruick, Gordon MacRae, Shirley Jones, Cameron Mitchell, Claramae Turner & Robert Rounseville (1956)
- Oh, Kay! -  Barbara Ruick, Jack Cassidy, Allen Case & Roger White (1957)
- The CBS Television Recording of Rodgers & Hammerstein's Cinderella - Barbara Ruick, Lesley Ann Warren, Ginger Rogers, Walter Pidgeon, Celeste Holm, Stuart Damon & Jo Van Fleet (1965)

### Singles
- Over the Rainbow - Barbara Ruick & Debbie Reynolds (1952)
- Don't Stop Now - Barbara Ruick (1952)
- Retreat (Cries My Heart) - Barbara Ruick (1952)
- I'd Wanna Walk Right Out Of This World - Barbara Ruick (1952)
- Delishibus - Barbara Ruick (1952)
- Serenade To A Lemonade - Barbara Ruick (1952)
- The Price I Paid For Loving You - Barbara Ruick (1953)
- Tick Tock Boogie -  Barbara Ruick & The Skylarks (1953)
- Now That I'm In Love - Barbara Ruick (1953)
- The No Love Kaboodle - Barbara Ruick (1955)
- Nice To See You Again -  Barbara Ruick & The Skylarks (1956)